# Oligia khasiana
Oligia khasiana là một loài bướm đêm trong họ Noctuidae.